# Mulciber linnei
Mulciber linnei là một loài bọ cánh cứng trong họ Cerambycidae.